# Liquid War
Liquid War est un jeu vidéo multijoueur possédant un concept original qui repose sur l'algorithme du plus court chemin. Liquid War 6 est un paquet GNU distribué selon les termes de la licence GPLv3, seule la dernière version entièrement réécrite fait partie du projet GNU.

## Description
Le joueur déplace un curseur sur un champ de bataille en deux dimensions possédant quelques obstacles, et son « armée liquide », constituée de milliers de particules, le suit en suivant le plus court chemin. Quand une particule d'une armée rencontre une particule ennemie, elles se battent et une des deux est finalement assimilée et change de couleur.
Liquid War est multiplateforme et peut se jouer seul contre l'ordinateur, à plusieurs sur le même ordinateur, ou sur internet.

## Historique
L'algorithme du plus court chemin de Liquid War a été inventé par Thomas Colcombet (en), avant qu'il ne réalise son application à un jeu vidéo. Christian Mauduit, son ami, réalisa alors la programmation. 
- Une version 3.0 sort le 1er juillet 1995.
- La version 5.0 sort le 26 septembre 1998, complètement réécrite et utilisant Allegro. Le jeu en réseau apparaît dans la version 5.4.
- Le jeu a reçu la récompense du Jeu Linux le plus original par Happypenguin.org en 2002, et a été nommé pour les Trophées du Libre en 2003.

Une version 6 est réalisée, elle abandonne Allegro pour OpenGL. Le projet est maintenu par Christian Mauduit, l'un des concepteurs de Liquid War,.